# (305660) Romyhaag
(305660) Romyhaag ist ein Asteroid des mittleren Hauptgürtels, der vom deutschen Astronomen Felix Hormuth am 29. Januar 2009 am spanischen Calar-Alto-Observatorium (IAU-Code 493) entdeckt wurde.
Der mittlere Durchmesser des Asteroiden wurde mit 2,012 km (± 0,250) berechnet. Die Albedo von 0,052 (± 0,005) lässt auf eine dunkle Oberfläche schließen.
(305660) Romyhaag wurde am 7. Februar 2012 nach der deutschen Sängerin und Schauspielerin Romy Haag (* 1951) benannt.